# Tabanus limushanensis
Tabanus limushanensis är en tvåvingeart som beskrevs av Xu 1979. Tabanus limushanensis ingår i släktet Tabanus och familjen bromsar. Inga underarter finns listade i Catalogue of Life.